# اس‌ام یوسی-۳۹
اس‌ام یوسی-۳۹ (به انگلیسی: SM UC-39) یک زیردریایی بود که طول آن ۱۶۵ فوت ۲ اینچ (۵۰٫۳۴ متر) بود. این زیردریایی در سال ۱۹۱۶ ساخته شد.